# Psihologie medicală
Un psiholog medical care deține autorizarea de a prescrie pentru anumite medicamente psihiatrice și alte medicamente farmaceutice trebuie să obțină mai întâi calificări specifice în psihofarmacologie. Un psiholog medical calificat sau un psihofarmacolog clinic care are autoritate de prescripție este echivalat cu un furnizor de nivel mediu care poate să prescrie medicamente psihotrope, cum ar fi antidepresivele pentru tulburările de sănătate mintală. Cu toate acestea, un psiholog medical nu este echivalent cu un psiholog care are autoritatea de a prescrie medicamente. În realitate, majoritatea psihologilor medicali nu prescriu medicamente și nu au autoritatea de a face acest lucru.
Psihologii medicali aplică teorii psihologice, descoperiri științifice psihologice și tehnici de psihoterapie, modificare a comportamentului, terapie cognitivă, interpersonală, familială și terapia stilului de viață pentru a îmbunătăți sănătatea psihologică și fizică a pacientului. Psihologii cu pregătire postdoctorală de specialitate ca psihologi medicali sunt practicieni cu abilități rafinate în psihologia clinică, psihologia sănătății, medicina comportamentală, psihofarmacologie și medicină generală. Medicii specializați cu înaltă calificare și studii postuniversitare sunt pregătiți pentru a lucra în centre de îngrijire primară, spitale, centre rezidențiale de îngrijire și unități de îngrijire pe termen lung și pentru colaborarea multidisciplinară și tratamentul în echipă.

## Specializarea psihologie medicală
Domeniul psihologiei medicale poate include educație pre-doctorală în disciplinele psihologia sănătății, psihologia reabilitării, psihologia pediatrică, neuropsihologie și psihofarmacologie clinică, precum și subspecialități în managementul durerii, psihologie primară și psihologie spitalicească ca formare psihologică de bază pentru a se califica pentru a accede la pregătirea postdoctorală de specialitate necesară pentru a se califica pentru a deveni diplomat/specialist în psihologie medicală. În SUA, pentru a fi specialist în psihologie medicală, un psiholog trebuie să dețină o certificare de la Consiliul American de Psihologie Medicală (ABMP), care necesită o diplomă de doctor în psihologie, o licență de a practica psihologia, o diplomă postdoctorală sau altă pregătire didactică postdoctorală acceptabilă, un rezidențiat în psihologie medicală, depunerea unui produs de lucru pentru examinare și o examinare scrisă și orală de către Consiliul American de Psihologie Medicală. Consiliul American de Psihologie Medicală menține o distincție între specialiști și psihologi psihofarmacologici sau cei interesați să practice una dintre disciplinele psihologice conexe în centrele de asistență primară. Termenul „psiholog medical” nu este un termen umbrelă deoarece există multe alte specialități în psihologie, cum ar fi psihologia sănătății, ce se revendică de la paradigma biopsihosocială (Engel, 1977) a sănătății mintale/fizice și extinzând această paradigmă la practica clinică prin cercetare și aplicarea procedurilor de diagnostic și tratament bazate pe dovezi, care sunt asemănătoare specialității și sunt destinate pentru practica integrată în mediile de îngrijire primară.
Adoptând paradigma biopsihosocială, domeniul psihologiei medicale a admis că ipoteza carteziană conform căreia corpul și mintea ar fi entități separate este inadecvată, reprezentând o dihotomie arbitrară care nu ajută în îngrijirea medicală. Abordarea biopsihosocială reflectă conceptul că psihologia unui individ nu poate fi înțeleasă fără referire la mediul social al individului respectiv. Pentru psihologul medical, modelul medical al bolii nu poate explica în sine afecțiunile complexe de sănătate, menținând, în schimb, că o explicație psihosocială (LeVine & Orabona Foster, 2010) a sănătății mentale și fizice poate fi mai cuprinzătoare.

## Atribuții
Psihologii medicali și unii psihofarmacologi sunt instruiți și echipați pentru a modifica stările fizice de boală și arhitectura neuronală și funcționarea sistemului nervos central și a sistemelor aferente utilizând tehnici psihologice și farmacologice (atunci când este permis prin statut) și pentru a preveni progresia bolii când aceasta se datorează alegerilor personale (stilului de viață), modelelor comportamentale și expunerea îndelungată la tipare de gândire negativă, atitudini și contextelor negative. Specialiștii în psihologie medicală au pregătirea în psihofarmacologie și, în statele care oferă autoritate statutară, pot prescrie substanțe psihoactive ca una din intervențiile parte dintr-un plan de tratament mai amplu care include intervenții psihologice. Psihologii medicali și psihofarmacologii care servesc în state care nu și-au modernizat încă legile de rețetar în psihologie pot evalua pacienții și recomanda tehnici psihofarmacologice adecvate în colaborare cu un medic autorizat de stat. Întregul este mai mare decât suma părților sale atunci când vine vorba de a oferi asistență medicală comportamentală integrată și contextualizată, iar psihologul medical este calificat în mod unic pentru a colabora cu medicii care tratează bolile fizice ale pacientului.

## Vezi si
- Autoritatea prescriptivă pentru mișcarea psihologilor
- Psihologia sanatatii
- Psihologia reabilitarii
- Psihiatrie
- Psihologia durerii
- Etici medicale